# Phoebis bourkei
Phoebis bourkei is een vlindersoort uit de familie van de Pieridae (witjes), onderfamilie Coliadinae.
Phoebis bourkei werd in 1933 beschreven door Dixey.